# Градо-Якутский Николаевский собор
Градо-Якутский Николаевский собор — один из старейших ныне действующих православных храмов в городе Якутске — столице Республики Саха (Якутия). Единственный храм в городе, сохранивший свой первозданный вид и объёмы. Это объясняется тем, что здесь размещались различные советские организации: канцелярия городской архитектуры, библиотечный коллектор, до конца 1970-х годов — партийный архив областной организации КПСС.

## Описание
Первая деревянная церковь Николая Чудотворца, как кладбищенская — для совершения погребальных обрядов, была построена в 1718 году. Деревянный храм располагался примерно на месте спортивного зала Якутского научного центра Сибирского отделения Российской академии наук. В 1791 году на этом месте началось строительство шестипрестольного нового каменного здания. Но из-за нарушений в производстве строительных работ и непрочности фундамента церковь стала разрушаться, и её разобрали в середине XIX века.
В 1847 году на средства купца Ивана Яковлевича Шилова-младшего и пожертвования горожан на окраине города началось возведение нового каменного кладбищенского храма в то же именование. К 1851 году основные работы по строительству были завершены. Это была тёплая однокупольная крестообразная в плане с более чем метровой толщиной стен трёхпрестольная церковь с колокольней над притвором. Здание было устроено на ленточном фундаменте глубиной два метра из бутового камня. Особенностью её архитектуры явились сплющенные главки, венчающие ярусные завершения главного объёма и колокольни. 22 мая 1852 года архиепископом Иоанном Вениаминовым был освящён главный престол в среднем приделе церкви, а 24 мая и 3 июня по его распоряжению освящены были другие два престола: в правом (южном) приделе во имя Сретения Господня и Смоленской иконы Божией Матери; в левом (северном) — во имя преподобного Иоанна Лествичника и святых равноапостольных Константина и Елены. В ограде Никольского храма было устроено кладбище, где хоронили покойников всех сословий города. По преданию купец Иван Яковлевич Шилов-младший был похоронен «у входа в храм по правую руку». Со временем на местах старых захоронений появлялись могилы местных общественных деятелей, дворян, купцов, мещан, казаков.
В 1930-е годы с церкви были сброшены колокола и она была закрыта. Затем для расширения зоны городской застройки постепенно стали сносить кладбище, которое в 1950-е полностью сравняли с землёй. Церковь была возвращена верующим в начале 1990-х годов. Храм был вновь освящён 8 октября 1995 года и получил статус кафедрального собора Якутской епархии. Статус сохранялся до 2005 года, после чего был возвращён в разряд прихо́дских, а епископская кафедра была перенесена в Преображенский собор. Храму было присвоено название «Градо-Якутский».